# Constantin Dalassène
Constantin Dalassène (en grec : Κωνσταντίνος Δαλασσηνός) est un chef militaire byzantin agissant dans les domaines terrestres et maritimes au début du règne d'Alexis Ier Comnène (1081-1118). Les informations sur sa vie proviennent uniquement de l'Alexiade d'Anne Comnène.

## Vie
Selon l'Alexiade, il connaît Alexis Ier par l'entremise de sa mère bien que le lien exact reste inconnu. Il apparaît pour la première en 1086/1087 quand il est envoyé pour prendre le contrôle de Sinope et des villes environnantes cédées par un chiaus turc qui s'est rebellé et collabore avec les Byzantins. Dalassène devient le gouverneur de Sinope pendant que le chiaus est fait de Pomorie.
À l'été 1090, Dalassène est élevé au rang de duc de la flotte et prend la direction de la marine byzantine contre l'émir de Smyrne Tzachas. Ce dernier, ancien vassal byzantin a construit une flotte pour son propre compte et a conquis plusieurs îles de la mer Égée tout en en ravageant plusieurs autres. Après avoir pris Lesbos (à l'exception de la forteresse de Méthymne) et Chios, il vainc une flotte byzantine dirigée par Nicolas Kastaminotès. Profitant de l'absence de Tzachas à Smyrne, Dalassène débarque ses troupes sur Chios et attaque immédiatement la capitale de l'île. Bien que les Byzantins réussissent à prendre le port de l'île, ils échouent à entrer dans la cité elle-même. Pendant ce temps, Tzachas rassemble 8 000 hommes selon l'Alexiade et embarque pour apporter un soutien aux assiégés. Son armée marche sur le rivage faisant face à l'île tandis que la flotte navigue le long de la côte. Dalassène charge Constantin Opos d'empêcher les Turcs de traverser mais quand il voit les Turcs tenter de débarquer, il refuse de les engager car il s'aperçoit que les navires de Tzachas sont liés entre eux par des chaînes,. Les deux armées multiplient les escarmouches mais finissent par négocier. Constantin diffère toute solution et quand Tzachas revient à Smyrne, il rassemble ses hommes, prépare plus de machines de sièges et finit par prendre la citadelle de Chios grâce à une attaque surprise,.
En 1091, Dalassène participe à une campagne d'Alexis Ier contre les Coumans dans les Balkans. Lors de la bataille de la colline de Lebounion qui voit la victoire décisive des Byzantins sur les Pétchénègues, il commande l'aile gauche de l'armée,.
En 1092, il est envoyé contre Tzachas avec le titre de thalassocrator (« maître de la mer ») en tant que subordonné du mégaduc Jean Doukas. Les deux hommes attaquent Mytilène sur l'île de Lesbos. Doukas est à la tête des forces terrestres et arrive le premier pour attaquer la ville. Le siège dure trois moins avant que Tzachas n'offre la reddition de la ville en échange d'un chemin sûr pour se replier sur Smyrne. Doukas accepte mais Dalassène qui vient juste d'arriver attaque la flotte turque. Il capture de nombreux navires turcs et fait exécuter les équipages. Dalassène retourne ensuite à Constantinople. À l'été 1093, Tzachas attaque le port d'Abydos en mer de Marmara. De nouveau, Alexis envoie Dalassène contre les Turcs. Cependant au même moment, Alexis fait appel au sultan seldjoukide Kılıç Arslan Ier pour qu'il attaque Tzachas. Le sultan accepte et tue Tzachas lors d'une audience avec lui. On ne sait rien de Dalassène à la suite de ces évènements,.